# Orchestra Sinfonica di Göteborg
L'Orchestra Sinfonica di Göteborg (OSG; in svedese Göteborgs Symfoniker) è un'orchestra sinfonica svedese con sede a Göteborg. La OSG è residente presso la Concert Hall Göteborg a Götaplatsen. L'orchestra ha ricevuto il titolo di Orchestra Nazionale di Svezia (in svedese Sveriges Nationalorkester) nel 1997.

## Storia
La OSG fu fondata nel 1905 ed Heinrich Hammer fu il suo primo direttore principale. Il compositore Wilhelm Stenhammar è stato il secondo direttore principale dell'orchestra, dal 1907 al 1922. (nel 1914 diresse per un breve periodo Emma Meissner). Oltre a Stenhammar che dirigeva le proprie opere, Jean Sibelius e Carl Nielsen fecero regolari apparizioni come direttori della OSG. Le fortune dell'orchestra subirono alti e bassi negli anni successivi, fino all'avvento di Neeme Järvi come direttore principale, dal 1982 al 2004. Anche se l'OSG ha un vasto repertorio, ha una particolare affinità per le opere dei compositori romantici tardo nordici, come ad esempio Jean Sibelius ed Edvard Grieg. Durante il mandato di Järvi come direttore principale, la più lunga permanenza in carica di un direttore principale nella storia della OSG, la sua reputazione a livello mondiale aumentò notevolmente e quindi arrivarono le sponsorizzazioni della Volvo e un contratto discografico con la Deutsche Grammophon. Järvi detiene attualmente il titolo di Direttore Principale emerito (Chefdirigent Emeritus) con la OSG.
Gustavo Dudamel è stato il più recente direttore principale della OSG, dal 2007 al 2012. Dudamel ha ora il titolo di hedersdirigent (direttore onorario) del OSG. attuale direttore ospite principale dell'orchestra è Christian Zacharias. Nel mese di agosto 2012, l'OSG ha annunciato la nomina di Kent Nagano come direttore ospite principale e consulente artistico, a partire dalla stagione 2013-2014, con un contratto iniziale di 3 anni. Nel mese di agosto 2014, Santtu-Matias Rouvali per primo ha diretto l'OSG come direttore ospite. Nel mese di maggio 2016, l'OSG ha annunciato la nomina di Rouvali come suo prossimo direttore principale, efficace con la stagione 2017-2018, ed un contratto iniziale di 4 anni.
Oltre a Deutsche Grammophon, l'orchestra ha registrato in commercio per etichette come BIS.

## Direttori principali
- Heinrich Hammer (1905–1907)
- Wilhelm Stenhammar (1907–1922)
- Ture Rangström (1922–1925)
- Tor Mann (1925–1939)
- Issay Dobrowen (1941–1953)
- Dean Dixon (1953–1960)
- Sten Frykberg (1960–1967)
- Sergiu Comissiona (1967–1973)
- Sixten Ehrling (1974–1976)
- Charles Dutoit (1976–1979)
- Neeme Järvi (1982–2004)
- Mario Venzago (2004–2007)
- Gustavo Dudamel (2007–2012)
- Santtu-Matias Rouvali (stagione 2017/18)